# The Words Don't Fit the Picture
The Words Don't Fit the Picture es el decimocuarto álbum de estudio del músico estadounidense Willie Nelson publicado por la compañía discográfica RCA Records en 1972. 

## Lista de canciones
Todas las canciones compuestas por Willie Nelson excepto donde se anota.
1. "Words Don't Fit the Picture" - 2:50
2. "Good Hearted Woman" (Willie Nelson, Waylon Jennings) - 3:01
3. "Stay Away from Lonely Places" (Willie Nelson, Don Bowman) - 3:00
4. "Country Willie" - 2:37
5. "London" - 2:55
6. "One Step Beyond" - 2:02
7. "My Kind of Girl" - 2:35
8. "Will You Remember Mine" - 3:33
9. "Rainy Day Blues" - 3:17
10. "If You Really Loved Me" - 2:12

## Personal
- Willie Nelson - guitarra acústica y voz.